# Nhlambeni
Nhlambeni – inkhundla w dystrykcie Manzini w Królestwie Eswatini.
Według spisu powszechnego ludności z 2007 roku, Nhlambeni miało powierzchnię 279 km² i zamieszkiwało je 12 466 mieszkańców. Dzieci i młodzież w wieku do 14 lat stanowiły ponad połowę populacji (6607 osób). W całym inkhundla znajdowało się wówczas siedem szkół podstawowych i dwie placówki medyczne.
W 2007 roku Nhlambeni dzieliło się na trzy imiphakatsi: Dwaleni, Kashali i Njelu. W 2020 roku Nhlambeni składało się z czterech imiphakatsi: Ngonini, Njelu, Masundvwini i Mphankhomo. Przedstawicielem inkhundla w Izbie Zgromadzeń Eswatini był wówczas Manzi Zwane.